# 増川隆洋
増川 隆洋（ますかわ たかひろ、1979年11月8日 - ）は、兵庫県姫路市出身の元プロサッカー選手。現役時代のポジションはディフェンダー（DF）。

## 来歴
小学校3年生時に津田SCでサッカーを始める。姫路市立飾磨西中学校、姫路市立琴丘高等学校から大阪商業大学へと進学し、卒業時に複数のクラブの入団テストを受けたが、右膝半月板損傷などの故障の影響から不合格。8月に大学OBである中村重和がアビスパ福岡の監督に就任した際に、同チームへ練習生として所属することとなった。なお、播戸竜二は高校時代の同級生、嶋田正吾は大学の同期である。
2003年にアビスパ福岡に正式に加入。3月15日、第1節水戸戦（博多の森球技場）で初出場した。本職のミッドフィールダーだけでなく、長身を活かしてフォワードとしても出場した。
2004年にはセンターバックにコンバートされ、45試合に出場した。5月19日、第13節大宮戦（さいたま市大宮公園サッカー場）で初得点を挙げた。
2005年に名古屋グランパスエイトへ完全移籍。移籍後は怪我も多く本調子ではないシーズンも続いたが、不動のセンターバックとして守備陣に欠かせない存在となった。2009年からは移籍した米山篤志から背番号5を受け継いだ。2010年は浦和から移籍の田中マルクス闘莉王とセンターバックを形成し、チームのリーグ初優勝に貢献。さらにこの年のJリーグアウォーズではDF部門で闘莉王、槙野智章に次ぐ第3位の得票を集めて自身初のJリーグベストイレブンに選出された。
2013年限りで名古屋から戦力外通告を受けて、地元のヴィッセル神戸へ移籍。2014年シーズンは31試合に出場したものの、2015年は17試合の出場にとどまり、シーズンオフに神戸からの契約満了による退団が発表された。
2016年、北海道コンサドーレ札幌に完全移籍。2017年をもって、退団。
2018年2月、京都サンガF.C.に完全移籍に加入すると発表された。2019年11月27日、契約満了により京都を退団した。
2020シーズンでもプロ続行の道を探っていたが、最終的には無所属のまま、2021年2月17日に現役引退を発表した。

## プレイスタイル
191cmの恵まれた体躯と、俊敏で持久力もある豊富な運動量が持ち味。自分の体を投げ出してでも相手のシュートをブロックする。大学時代は主にミッドフィルダーとしてプレイし、2000年には関西学生選抜、関西学生サッカーリーグ2部のベストイレブンに選ばれた。プロ入り当初のポジションも守備的ミッドフィールダーであったが、大学時代から当たり強さを買われてフォワードとしても出場していた。
元々ミッドフィールダーの選手であったゆえに足元のボール捌きも上手く、プロ入り後複数のポジションを経験していることから、松田浩からは「GK以外ならどのポジションでもこなす」などとと高い評価を得ており、増川自身もプレイスタイルを「オールマイティ、ユーティリティ」としている。
空中での競り合いには自信を見せており、垂直飛びは60cmは超えるとしているが、本人曰く、ヘディングより足の方が得意というほど、以前は、ヘディングをさほど得意とはしていなかったようである。福岡時代にはフリーキックも蹴っており、その威力は柳楽智和が「まともに当たったら、マジ死にます」と脱帽したほど。

## 所属クラブ
ユース経歴
- 姫路市立津田小学校[1]
- 1992年 - 1994年 姫路市立飾磨西中学校[1]
- 1995年 - 1997年 姫路市立琴丘高校[1]
- 1998年 - 2001年 大阪商業大学

プロ経歴
- 2002年 - 2004年 アビスパ福岡 (2002年は練習生)
- 2005年 - 2013年 名古屋グランパスエイト/名古屋グランパス
- 2014年 - 2015年 ヴィッセル神戸
- 2016年 - 2017年 北海道コンサドーレ札幌
- 2018年 - 2019年 京都サンガF.C.

## 個人成績
| 国内大会個人成績 | 国内大会個人成績 | 国内大会個人成績 | 国内大会個人成績 | 国内大会個人成績 | 国内大会個人成績 | 国内大会個人成績 | 国内大会個人成績 | 国内大会個人成績 | 国内大会個人成績 | 国内大会個人成績 | 国内大会個人成績 |
| 年度             | クラブ           | 背番号           | リーグ           | リーグ戦         | リーグ戦         | リーグ杯         | リーグ杯         | オープン杯       | オープン杯       | 期間通算         | 期間通算         |
| 年度             | クラブ           | 背番号           | リーグ           | 出場             | 得点             | 出場             | 得点             | 出場             | 得点             | 出場             | 得点             |
| 日本             | 日本             | 日本             | 日本             | リーグ戦         | リーグ戦         | リーグ杯         | リーグ杯         | 天皇杯           | 天皇杯           | 期間通算         | 期間通算         |
| ---------------- | ---------------- | ---------------- | ---------------- | ---------------- | ---------------- | ---------------- | ---------------- | ---------------- | ---------------- | ---------------- | ---------------- |
| 2003             | 福岡             | 26               | J2               | 11               | 0                | -                | -                | 3                | 1                | 14               | 1                |
| 2004             | 福岡             | 18               | J2               | 43               | 4                | -                | -                | 2                | 1                | 45               | 5                |
| 2005             | 名古屋           | 16               | J1               | 22               | 0                | 6                | 0                | 0                | 0                | 28               | 0                |
| 2006             | 名古屋           | 16               | J1               | 23               | 0                | 5                | 1                | 2                | 0                | 30               | 1                |
| 2007             | 名古屋           | 16               | J1               | 15               | 2                | 1                | 0                | 0                | 0                | 16               | 2                |
| 2008             | 名古屋           | 16               | J1               | 27               | 2                | 9                | 1                | 2                | 0                | 38               | 3                |
| 2009             | 名古屋           | 5                | J1               | 27               | 0                | 1                | 0                | 4                | 0                | 32               | 0                |
| 2010             | 名古屋           | 5                | J1               | 32               | 1                | 4                | 0                | 2                | 0                | 38               | 1                |
| 2011             | 名古屋           | 5                | J1               | 33               | 1                | 2                | 0                | 4                | 2                | 39               | 3                |
| 2012             | 名古屋           | 5                | J1               | 33               | 1                | 2                | 0                | 4                | 1                | 39               | 2                |
| 2013             | 名古屋           | 5                | J1               | 28               | 3                | 6                | 0                | 1                | 0                | 35               | 3                |
| 2014             | 神戸             | 14               | J1               | 31               | 0                | 4                | 0                | 1                | 0                | 36               | 0                |
| 2015             | 神戸             | 14               | J1               | 17               | 1                | 6                | 0                | 0                | 0                | 23               | 1                |
| 2016             | 札幌             | 18               | J2               | 33               | 1                | -                | -                | 0                | 0                | 33               | 1                |
| 2017             | 札幌             | 5                | J1               | 1                | 0                | 0                | 0                | 0                | 0                | 1                | 0                |
| 2018             | 京都             | 24               | J2               | 23               | 1                | -                | -                | 0                | 0                | 23               | 1                |
| 2019             | 京都             | 24               | J2               | 0                | 0                | -                | -                | 0                | 0                | 0                | 0                |
| 通算             | 日本             | 日本             | J1               | 289              | 11               | 47               | 2                | 19               | 2                | 355              | 15               |
| 通算             | 日本             | 日本             | J2               | 110              | 6                | -                | -                | 5                | 2                | 115              | 8                |
| 総通算           | 総通算           | 総通算           | 総通算           | 399              | 17               | 47               | 2                | 24               | 4                | 470              | 23               |

その他の公式戦
- 2004年
  - J1・J2入れ替え戦 2試合0得点
- 2011年
  - XEROX SUPER CUP 1試合1得点

| 国際大会個人成績 | 国際大会個人成績 | 国際大会個人成績 | 国際大会個人成績 | 国際大会個人成績 |
| 年度             | クラブ           | 背番号           | 出場             | 得点             |
| AFC              | AFC              | AFC              | ACL              | ACL              |
| ---------------- | ---------------- | ---------------- | ---------------- | ---------------- |
| 2009             | 名古屋           | 5                | 8                | 0                |
| 2011             | 名古屋           | 5                | 6                | 0                |
| 2012             | 名古屋           | 5                | 5                | 0                |
| 通算             | AFC              | AFC              | 19               | 0                |

## タイトル

### チーム
名古屋グランパス
- J1リーグ（2010年）

北海道コンサドーレ札幌
- J2リーグ（2016年）

### 個人
- Jリーグベストイレブン (2010年)